# علی پور فراش
علی پور فراش (به انگلیسی: Alipur Farash) یک روستا در پاکستان است که در اسلام‌آباد واقع شده‌است.